# Laios
Laios (även stavat Laïos) var i grekisk mytologi fader till Oidipus. Kung av Thebe och gift med Iokaste.
Så som förutspåtts i den ödesdigra profetian dödades han av sin son i en vägkorsning.